# Öllegård Wellton
Ingeborg Viola Öllegård Wellton (18 avril 1932 - 26 juin 1991) est une actrice suédoise. Elle a été mariée à l'acteur Erik Hell de 1960 jusqu'à la mort de celui-ci en 1973. Elle meurt le 26 juin 1991 à l'âge de 59 ans.
Elle a étudié le théatre au Dramatens elevskola de 1950 à 1953 puis a travaillé au Théâtre dramatique royal  jusqu'en 1956. Après 1956, elle travaille dans de nombreux théâtres, dont l'Östgötateern et le théartre itinérant royal de Suède . En tant qu'actrice de cinéma,son role le plus connu, dans les pays francophone, fut celui de la mère de Tommy et Annika dans la série Fifi Brindacier.

## Filmographie non exhaustive
- Hammarforsens brus (1948)
- Folket i fält (1953)
- Une nuit dans l'archipel (1953)
- Mères célibataires
- La maîtresse (1962)
- Je suis curieux (jaune) (1967)
- Fifi Brindacier (1969–1973, télévision et cinéma)
- August Strindberg : ett liv (1985, TV)